# Энцуин
Энцуин (яп. 円通院) — дзэн-буддийский храмовый комплекс, относящийся к школе Риндзай, расположенный в Мацусиме.

## История
Храм был основан вторым даймё княжества Сэндай Датэ Тадамунэ в 1646 году рядом с храмом Дзуйгандзи в качестве мемориального храма для его сына Датэ Мицумуне, внука Датэ Масамунэ. Храм известен своим розарием и несколькими садами различных стилей. Мавзолей Датэ Мицумуне имеет статус культурной ценности. На территории храмового комплекса расположен японский сад, приписываемый мастеру Кобори Эншу.

## Описание

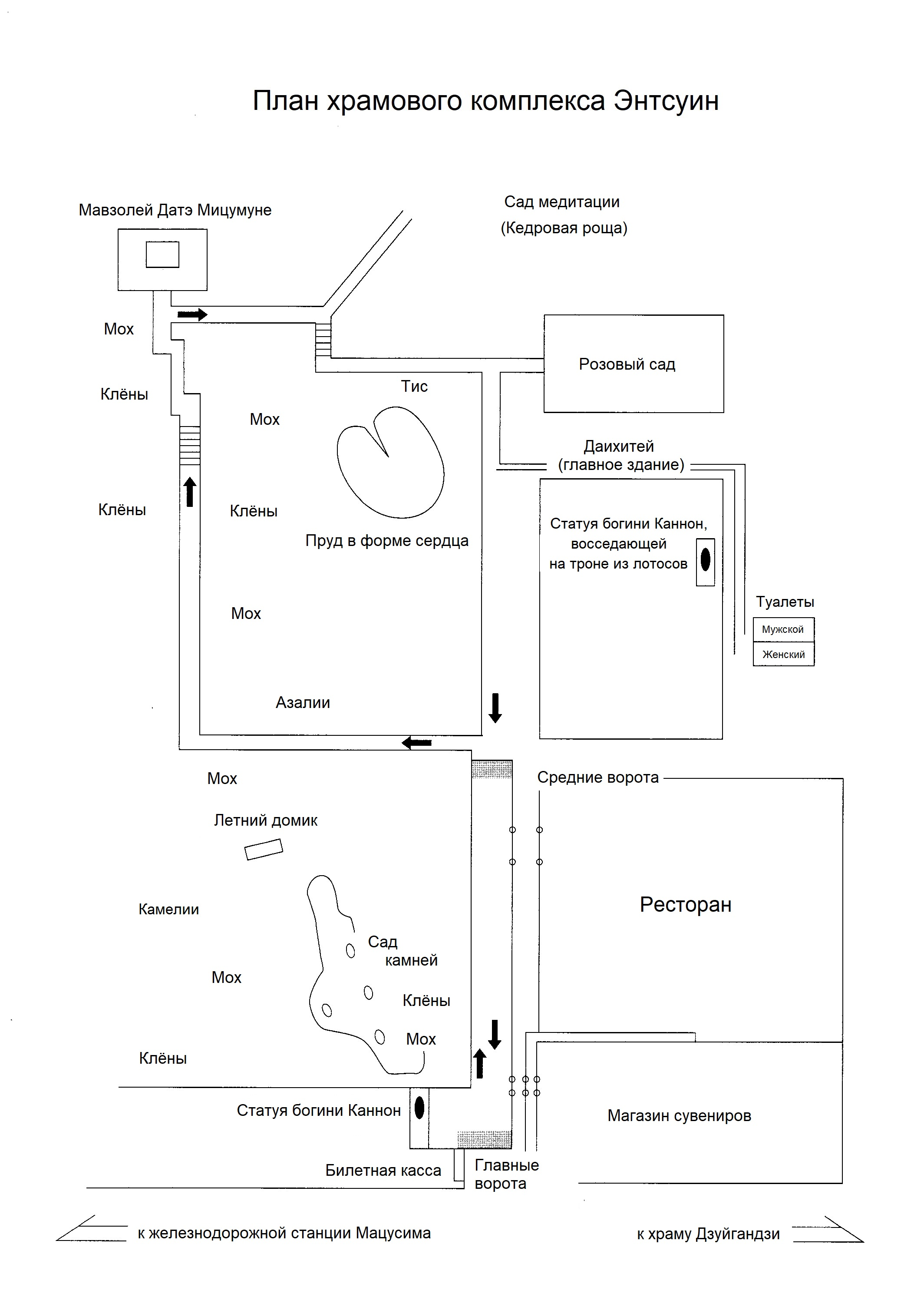
План храмового комплекса Энтсуин

Слева от входа в главные ворота храма находится статуя богини Каннон. Главное здание храма, носит название Даихитей (大悲 亭, букв. Здание большой грусти). Здание было разобрано и перевезено из Эдо (нынешний Токио).  Здание сделано из японского кипариса, позолоченного и покрытого лаком. Внутри храма хранится статуя богини Каннон периода Муромати (1185—1333), восседающей на троне из лотосов.
За главным зданием расположен мавзолей Датэ Мицумуне, в котором находится статуя молодого Мицумунэ на белом коне в окружении своих самых преданных последователей, совершивших ритуальное самоубийство после его смерти. Внутри мавзолея располагается небольшое святилище, украшенное золотом, с раздвижными дверями с изображениями роз и цветка клевера.
Сад для медитации расположен в кедровой роще за главным зданием храма, справа от мавзолея.
В числе садов храма Энцуин сад камней, японский сад, а также розовый сад в западном стиле. 

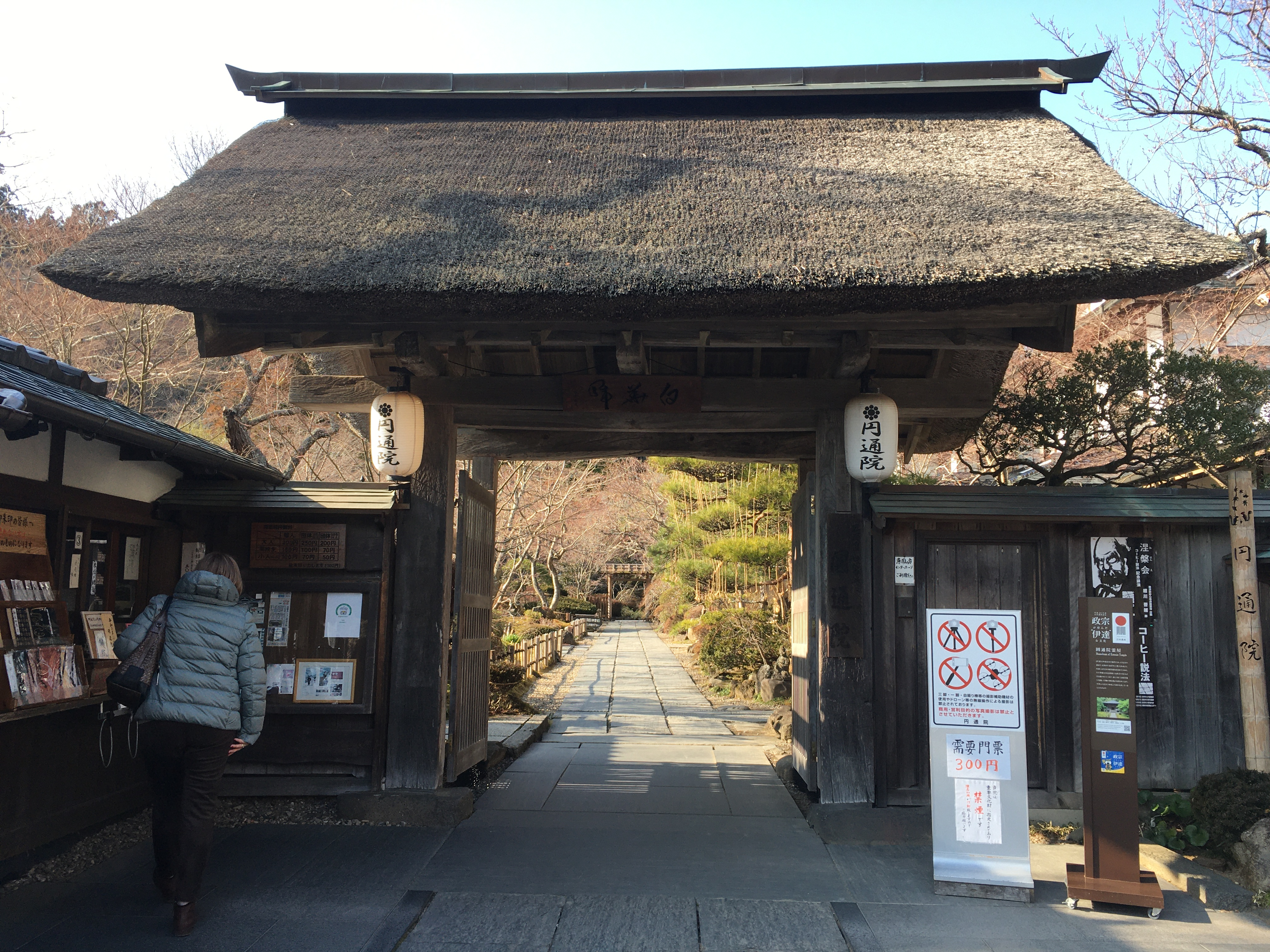
Ворота храмового комплекса
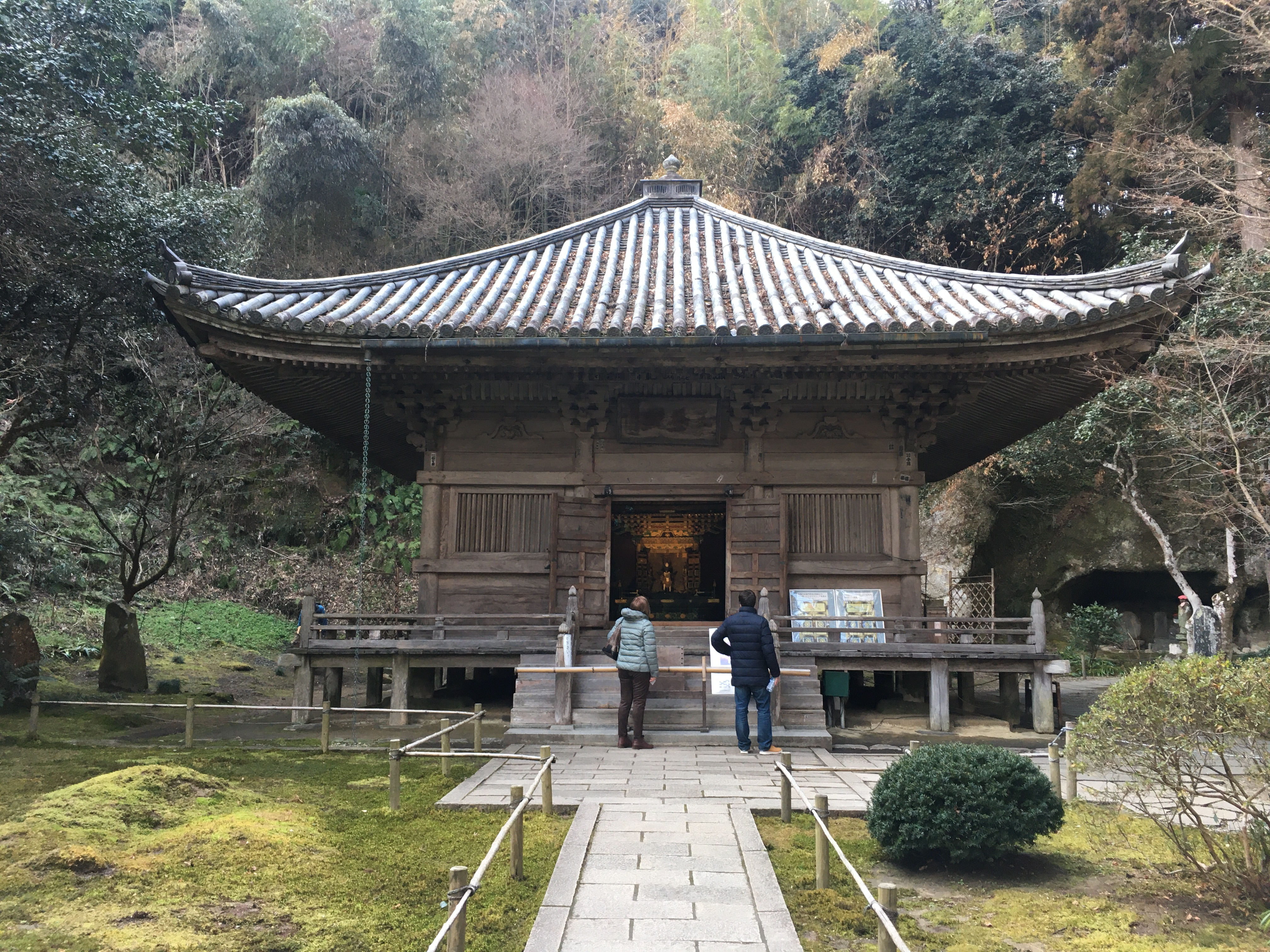
Мавзолей Датэ Мицумуне
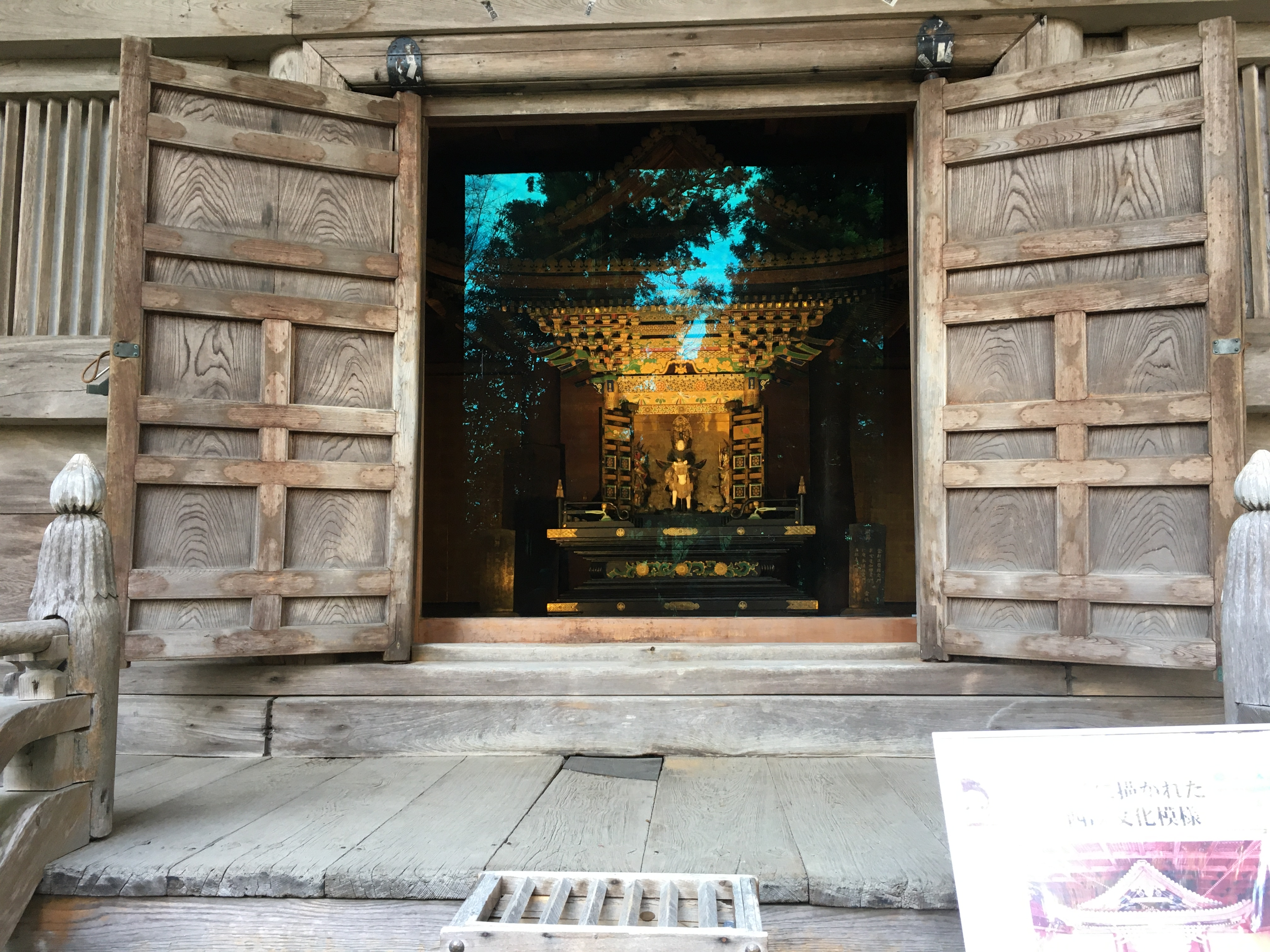
Святилище мавзолея Датэ Мицумуне
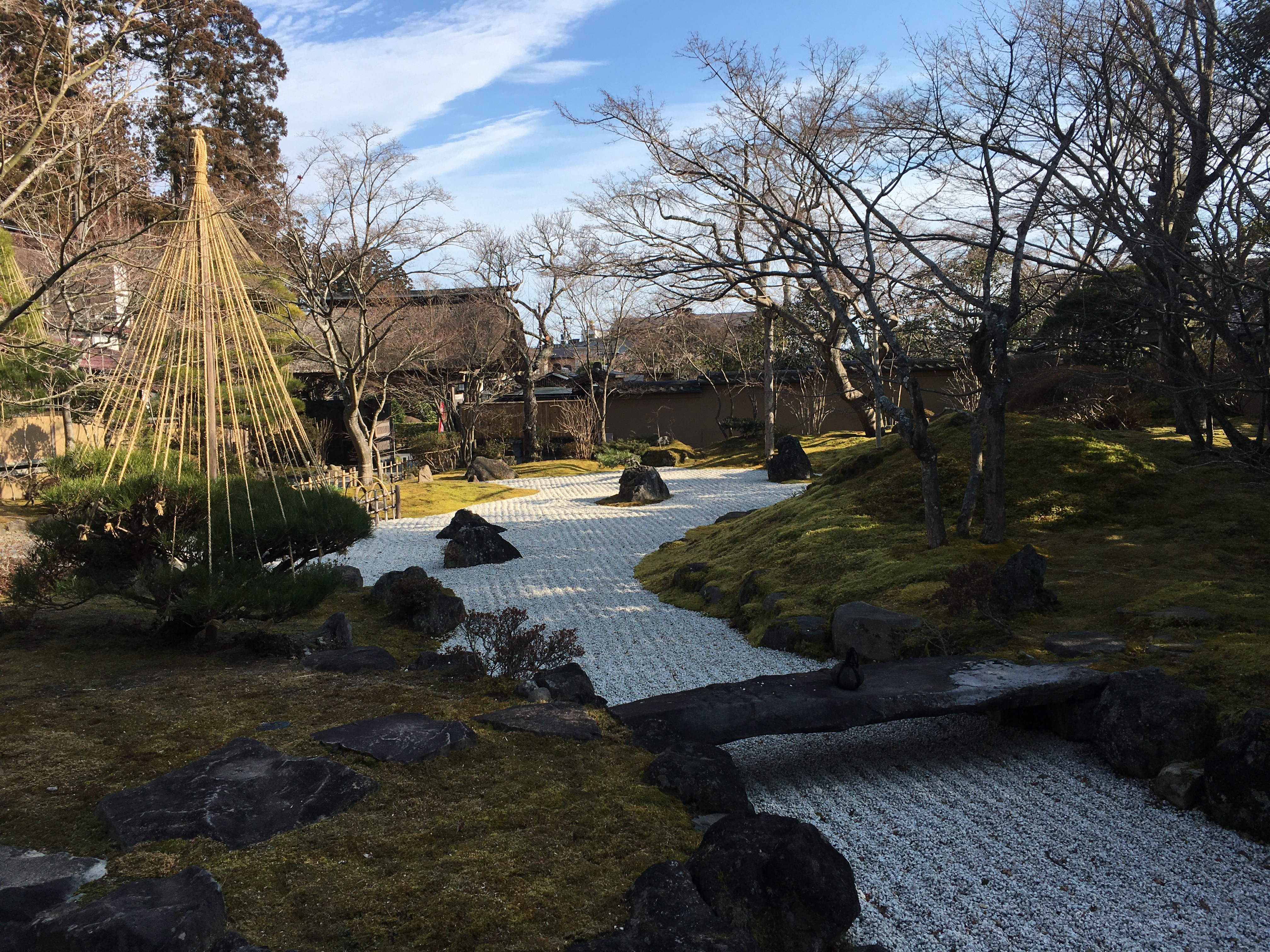
Сад храмового комплекса
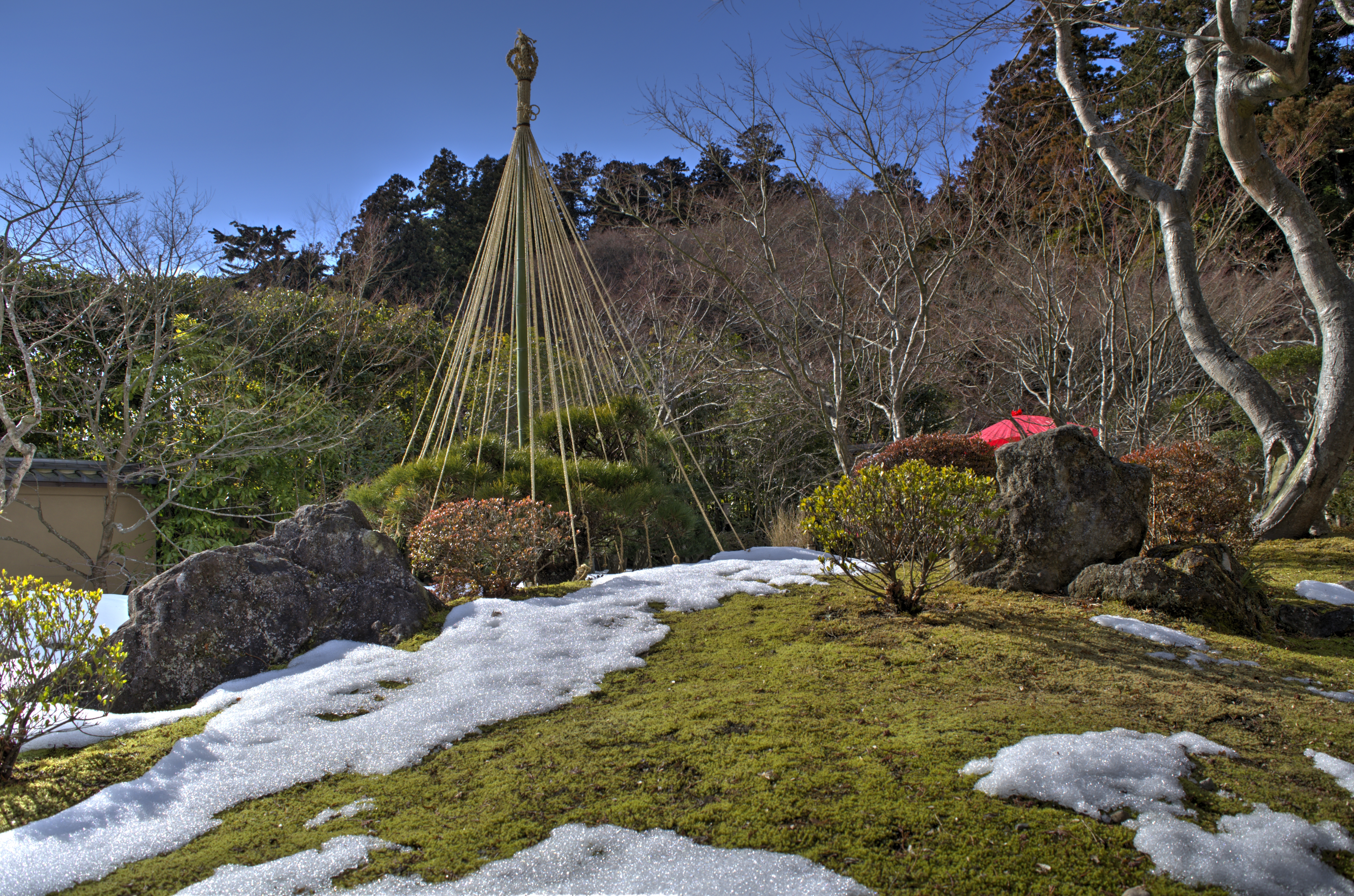
Сад храмового комплекса
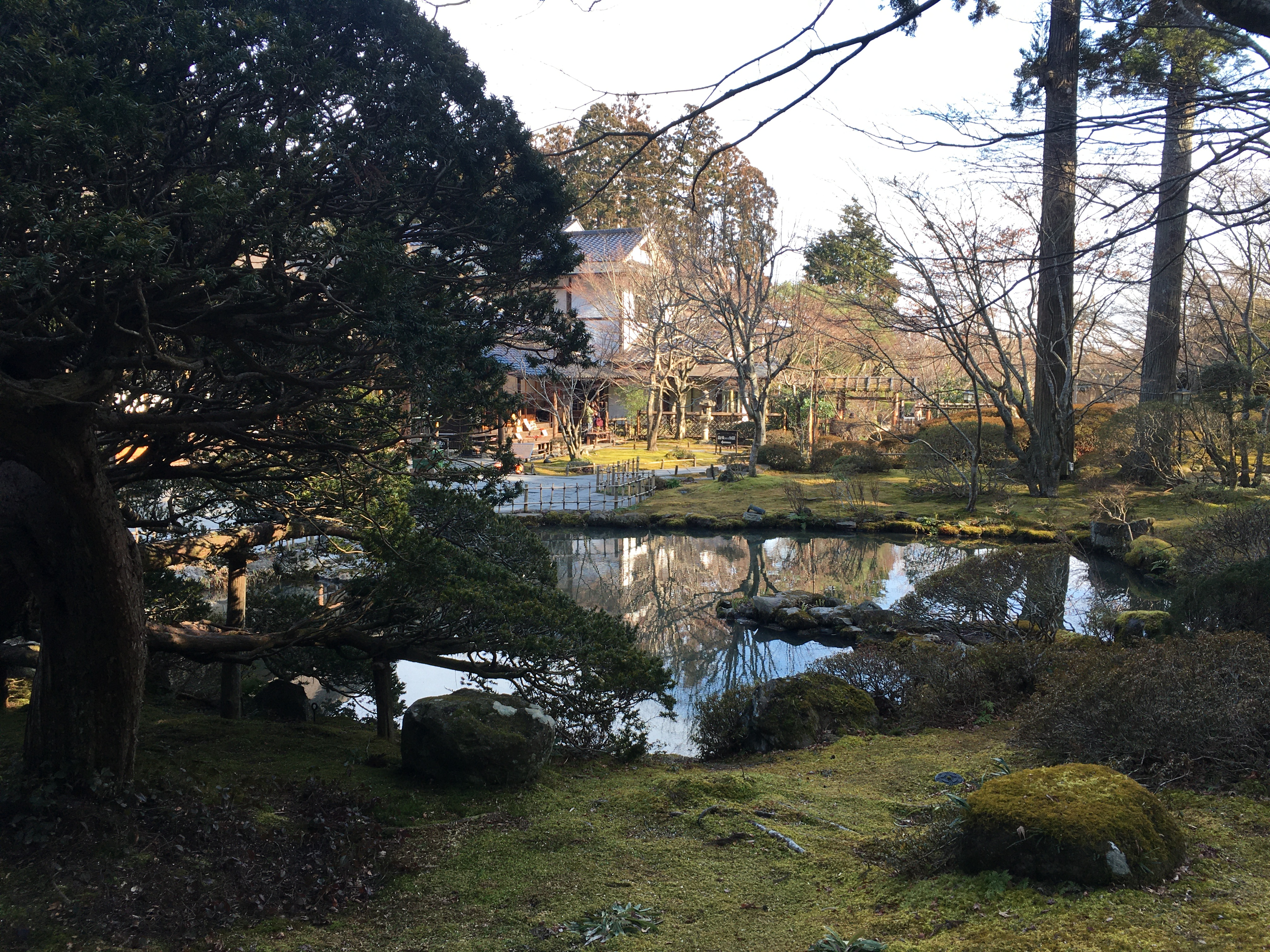
Пруд в форме сердца